# Parafia św. Jadwigi w Odrzywole
Parafia św. Jadwigi Śląskiej w Odrzywole – jedna z 11 parafii dekanatu drzewickiego diecezji radomskiej. 

## Historia
- Parafia została erygowana w XV wieku. Obecna świątynia pw. św. Jadwigi Śląskiej i św. Stanisława biskupa, według projektu arch. Konstantego Wojciechowskiego i Jarosława Wojciechowskiego z Warszawy, wzniesiono w latach 1898–1907 staraniem ks. Antoniego Aksamitowskiego, ks. Jana Kołdy i ks. Jana Wolskiego. Kościół uległ uszkodzeniu podczas I wojny światowej, następnie został odnowiony staraniem ks. Bolesława Raczkowskiego. Konsekracji świątyni dokonał 25 września 1923 bp Paweł Kubicki. W 1966 kościół restaurowano staraniem ks. Jerzego Kotyry. W 2007 przebudowano prezbiterium staraniem ks. Adama Łukiewicza. Kościół jest w stylu neogotyckim, jest budowlą trójnawową, halową, zbudowaną z czerwonej cegły.

## Proboszczowie
- 1946–1964 – ks. Jan Chołoński
- 1964–2004 – ks. prał. Jerzy Kotyra
- od 2004 – ks. kan.  Adam Wawrzyniec Łukiewicz

## Terytorium
- Do parafii należą: Ceteń, Emilianów, Janówek, Jelonek, Kamienna Wola, Kłonna, Lipiny, Nowy Świat, Odrzywół, Ossa, Prosna, Różanna, Stanisławów, Wandzinów, Wysokin, Żdżarki.